# Hednota panselenella
Hednota panselenella là một loài bướm đêm trong họ Crambidae.